# Moncayolle-Larrory-Mendibieu
Moncayolle-Larrory-Mendibieu település Franciaországban, Pyrénées-Atlantiques megyében. Lakosainak száma 289 fő (2022. január 1.). Moncayolle-Larrory-Mendibieu Angous, Arrast-Larrebieu, Berrogain-Laruns, Chéraute, Gurs, L’Hôpital-Saint-Blaise, Sus és Viodos-Abense-de-Bas községekkel határos.

## Népesség
A település népességének változása:
| Lakosok száma | 338  | 324  | 323  | 314  | 309  | 306  | 300  | 295  | 289  |
|               | 2013 | 2015 | 2016 | 2017 | 2018 | 2019 | 2020 | 2021 | 2022 |